# Столеровская волость
Столеро́вская во́лость (латыш. Stoļerovas pagasts) — одна из двадцати пяти территориальных единиц Резекненского края Латвии. Находится в юго-восточной части края. Граничит с Гришканской, Каунатской и Чёрнайской волостями своего края, Цирминской, Пуренской и Нюкшинской волостями Лудзенского края.
Крупнейшими населёнными пунктами волости являются сёла: Столерова (волостной центр), Розельмуйжа, Дорошкевичи, Рощица, Рикаполе, Асани, Фомкина, Виши.
В селе Столерова находится Столеровская католическая церковь.
По территории волости протекают реки: Резекне и Кивдолица. Из крупных озёр — Столеровское, Анцовас и Дзилютс.

## Население
Численность населения волости на середину 2010 года составляет 745 человек, на начало 2015 года — 605 человек.
По данным переписи населения Латвии 2011 года, из 642 жителей волости латыши составили 70,25 % (451 чел.), русские —  26,95 % (173 чел.), белорусы —  0,93 % (6 чел.).

## История
В 1945 году в Резнской волости Резекненского уезда был создан Столеровский сельский совет. После отмены в 1949 году волостного деления он входил в состав Резекненского района.
В 1954 году к Столеровскому сельсовету была присоединена территория ликвидированного Аузинского сельского совета. В 1962 году территория колхоза «Заря» была присоединена к Говейкскому сельсовету. В 1963 году к Столеровскому сельсовету были присоединены часть ликвидированного Вишского сельсовета и территория колхоза «30 лет Октября» Каунатского сельсовета.
В 1990 году Столеровский сельсовет был реорганизован в волость. В 2009 году, по окончании латвийской административно-территориальной реформы, Столеровская волость вошла в состав Резекненского края.